# Láginoforia

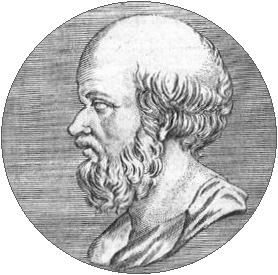
Eratóstenes, autor de la única fuente que describe las láginoforias.

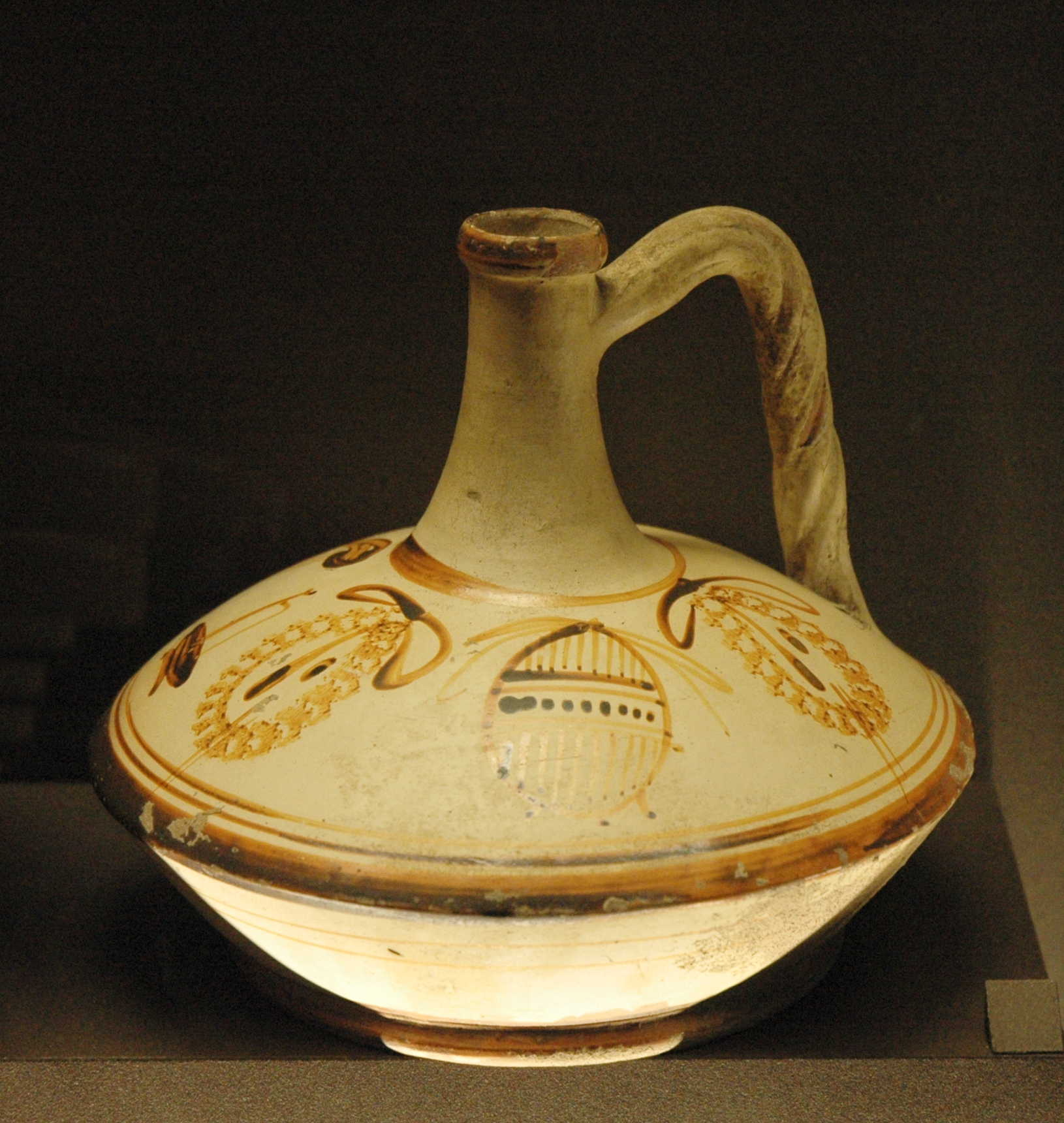
Lágino decorado con instrumentos musicales.

Láginoforia (del griego antiguo Λαγυνοφόρια, lagynophoria, "portadores de láginos") fue al parecer el nombre de un conjuntos de festejos instituidos por Ptolomeo IV Filopator e iniciados en Alejandría. Mencionadas por Eratóstenes en el Arsinoe, como celebraciones dionisiacas del vino y el mundo agrícola, llegarían a dar nombre al lágino, vasija utilizada para transportar el vino, pero más pequeñas que las ánforas y prácticas como garrafitas de viaje.
En el relato de Arsinoe, Eratóstenes describe a los participantes en la fiesta comiendo y bebiendo las viandas y botellas de vino que habían portado hasta los merenderos. Cuenta Eratóstenes que a la princesa Arsinoe, acostumbrada a comidas y festejos palaciegos, le pareció una celebración rústica y primitiva.